# Кунарлинський сільський округ
Кунарли́нський сільський округ (каз. Құнарлы ауылдық округі, рос. Кунарлинский сельский округ) — адміністративна одиниця у складі Бородуліхинського району Абайської області Казахстану. Адміністративний центр — село Піщанка.
Населення — 828 осіб (2021; 1163 у 2009, 1787 у 1999, 2862 у 1989).
Станом на 1989 рік існувала Ленінська сільська рада (села Алексієвка, Друга П'ятилітка, Мурзово, Нововасилевка, Піщанка, Раєво) колишнього Новошульбинського району. Села Раєво, Отділення 2 були ліквідовані 2006 року, села Алексієвка, Мурзово, Ново-Васильєвка — 2018 року. До 2016 року сільський округ називався Ленінським.

## Склад
До складу округу входять такі населені пункти:
| Населений пункт         | Старі назви                    | Населення, осіб (1989) | Населення, осіб (1999) | Населення, осіб (2009) | Населення, осіб (2021) |
| ----------------------- | ------------------------------ | ---------------------- | ---------------------- | ---------------------- | ---------------------- |
| Бригада-1, село         | -                              | -                      | 648                    | -                      | -                      |
| Жарбулак, село          | 2 П'ятилітка, Друга П'ятилітка | 581                    | 368                    | 196                    | 137                    |
| --Алексієвка, село      | -                              | 117                    | 87                     | 46                     | 8                      |
| --Ново-Васильєвка, село | Нововасилевка                  | 59                     | 59                     | 40                     | 4                      |
| МТФ-1, село             | -                              | -                      | 33                     | -                      | -                      |
| Мурзово, село           | -                              | 336                    | 29                     | 3                      | -                      |
| Отділення 2, село       | -                              | -                      | 43                     | -                      | -                      |
| Піщанка, село           | -                              | 1552                   | 512                    | 878                    | 679                    |
| Раєво, село             | -                              | 217                    | 8                      | -                      | -                      |